# Азовский (Астраханская область)
Азовский — посёлок в Камызякском районе Астраханской области России. Входит в состав Раздорского сельсовета. Население 268 человек (2013), 45 % из них — казахи, 40 % — русские (2002) .

## География
Азовский расположен в пределах Прикаспийской низменности в южной части Астраханской области, в дельте реки Волги и находится на острове, образованным реками Царёв и Табола. Уличная сеть состоит из трёх географических объектов: ул. Дачная, ул. Западная, ул. Молодежная.
Климат
умеренный, резко континентальный, характеризуется высокими температурами летом и низкими — зимой, малым количеством осадков, а также большими годовыми и летними суточными амплитудами температуры воздуха.

## Население
| 2002 | 2010 | 2013 |
| ---- | ---- | ---- |
| 270  | ↘241 | ↗268 |

Национальный и гендерный состав
По данным Всероссийской переписи в 2010 году, численность населения составляла 241 человек (115 мужчин и 126 женщин, 47,7 и 52,3 %% соответственно).
Согласно результатам переписи 2002 года, в национальной структуре населения казахи составляли 45 %, русские 40 % от общей численности населения в 271 жителя.
| Национальность | Численность (2010) | Процент |
| -------------- | ------------------ | ------- |
| Казахи         | 112                | 46,1%   |
| Русские        | 89                 | 36,6%   |
| Азербайджанцы  | 6                  | 2,5%    |
| Даргинцы       | 5                  | 2,1%    |
| Украинцы       | 5                  | 2,1%    |
| Татары         | 4                  | 1,6%    |
| Не указана     | 22                 | 9,1%    |
| Всего          | 243                | 100%    |

## Инфраструктура
Азовский дом культуры.
Сельское хозяйство.

## Транспорт
Стоит у региональной автодороги Камызяк — Тузуклей (идентификационный номер 12 ОП РЗ 12Н 87). Остановка общественного транспорта «Азовский».